# 治療中，請勿打擾
《治療中，請勿打擾》（英語：In Treatment）是一部HBO电视剧，讲述一位心理医生和他每周预约的病人的故事。该剧首播于2008年1月28日，每周5集，每集主要讲述一个病人。本剧的模式、情节、音乐均根据曾在以色列大获成功的电视剧《就诊》改编。